# Mons Wolff
Mons Wolff – góra w północnej części widocznej strony Księżyca, w paśmie Montes Apenninus. Jej średnica to około 35 km, wznosi się na wysokość 3,8 km, a nazwa, nadana w 1961 roku upamiętnia niemieckiego filozofa barona Christiana von Wolffa.
Mons Wolff leży w południowo-zachodniej części Montes Apenninus, na wschód od ich najniższej części, która rozciąga się aż do krateru Eratostenes. Na północy i zachodzie od niej leży duże morze księżycowe Mare Imbrium, a na południu i wschodzie mniejsza Sinus Aestuum.